# Regne de Dinamarca i Noruega
El Regne de Noruega i Dinamarca o Dinamarca-Noruega (danès i noruec: Danmark-Norge, alemany: Dänemark–Norwegen) és el nom historiogràfic per la desapareguda entitat política formada pels regnes de Dinamarca i Noruega, incloent-hi les dependències originalment noruegues d'Islàndia, Groenlàndia i les illes Fèroe. Després de les disputes que envoltaren la ruptura de la seva predecessora, la Unió de Kalmar, els dos regnes formaren una altra unió personal el 1536 que durà fins a 1814. L'adjectiu corresponent i gentilici és danès-noruec.
El terme Regne de Dinamarca és a vegades utilitzat per incloure els dos països, en el període 1536-1814, des que el poder polític i econòmic emanà de Copenhaguen, Dinamarca. El terme inclou la "part reial" dels Oldenburgs com era el 1460, excepte la "part ducal" de Slesvig i Holstein. L'administració utilitzava dues llengües oficials, danès i alemany, i durant uns quants segles existí tant una Cancelleria danesa i com una alemanya.
Dinamarca i Noruega se separaren quan la unió fou dissolta el 1814. Islàndia, que legalment es convertí en una colònia danesa el 1814, esdevingué un país independent el 1944.
El terme Dinamarca-Noruega  té objectius didàctics i reflecteix les arrels històriques i legals d'aquella unió. S'adopta a partir del títol oficial de la dinastia d'Oldenburg. Els reis sempre utilitzaren "Rei de Dinamarca i Noruega, els Wends i els Gots". Dinamarca i Noruega oficialment tenien codis legals i monedes diferents, així com institucions de govern, encara que seguint les tesis de l'absolutisme el 1660 la centralització del govern comportà pensada la concentració d'institucions a Copenhaguen. El terme Suècia-Finlàndia és emprat a vegades, encara que amb menys justificació, aplicant-se al regne suec, entre 1521 i 1809. Finlàndia era mai fou un regne separat, i estava completament integrat a Suècia, mentre que Dinamarca era el component dominant d'una unió política.

## Imperi Colonial

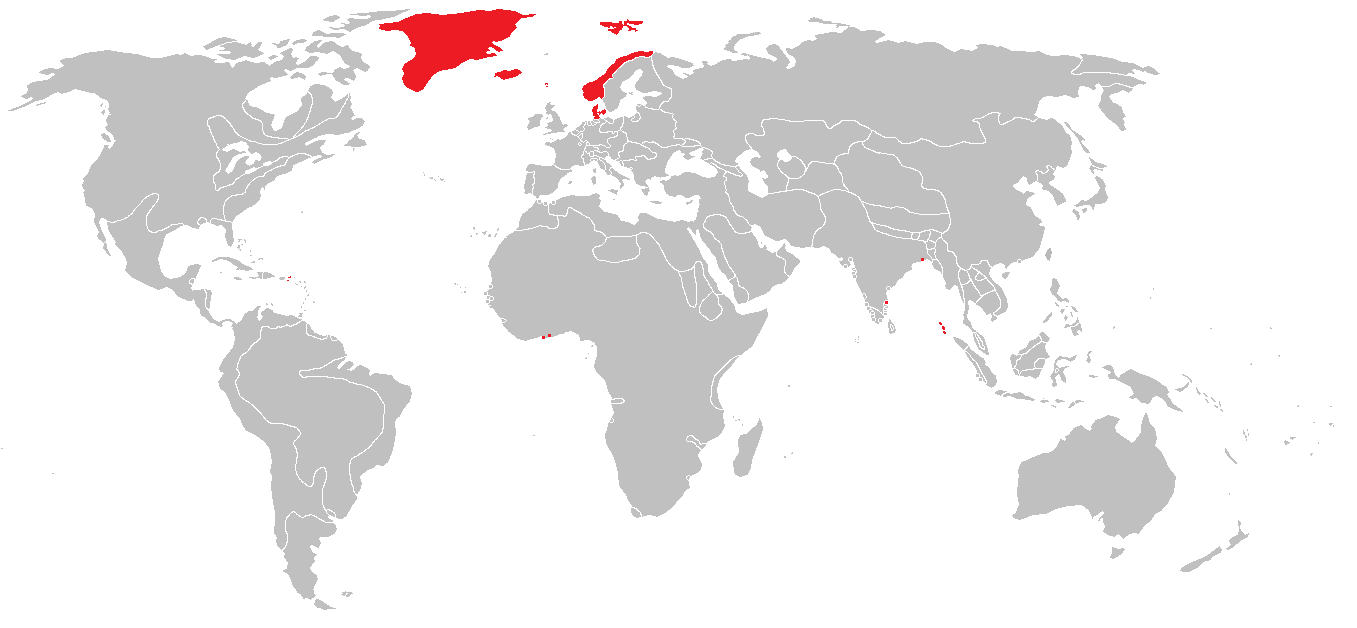
Possessions de Dinamarca-Noruega c.1800

Durant l'existència de Dinamarca-Noruega, controlà diversos territoris d'ultramar. En un primer moment eren territoris al nord d'Europa, Estònia i les possessions noruegues de Groenlàndia, les illes Fèroe, les Illes Òrcades, Shetland i Islàndia.
Des del segle xvii, el regne adquirí colònies a l'Àfrica, el Carib i l'Índia.

### Colònies índies
Establint com a colònia principal a Trankebar, Dinamarca mantingué nombroses colònies, des del segle xvii fins al XIX, a diverses zones de l'Índia. Les últimes ciutats que controlà foren venudes al Regne Unit el 1845 - els drets sobre les illes de Nicobar tanmateix, els mantingué fins al 1869.

### Colònies caribenyes
Entorn de les actualment conegudes com les Illes Verges, Dinamarca establí les Índies Orientals Daneses. Aquesta colònia fou una de les més perdurables de Dinamarca, venuda als Estats Units el 1917.

### Colònies africanes
A la regió de la Costa d'Or d'Àfrica Occidental, Dinamarca també obtingué, gradualment, el control sobre diverses colònies i forts. Els últims forts restants foren venuts al Regne Unit el 1850.

## Història

### Orígens de la Unió
Els escandinaus es cristianitzaren als segles X-XIII, i aquest fet va donar lloc a tres regnes consolidats.
Dinamarca forjada des de les tres Terres de Dinamarca (incloent-hi Blekinge, Gotland, Halland i Skåne, actualment a Suècia, i el sud de Slesvig, a l'actual Alemanya).
Suècia forjada de les Terres de Suècia (la majoria de Svealand, Götaland i Finlàndia).
Noruega forjada a partir de diversos regnes menors (incloent-hi Båhuslen, Herjedalen, Jemtland i Idre i Särna) més les possessions d'ultramar de Shetland i Orkney (les dues annexionades el 875), Illes Fèroe (annexionades el 1035), Groenlàndia i Islàndia (annexionada 1261-62).

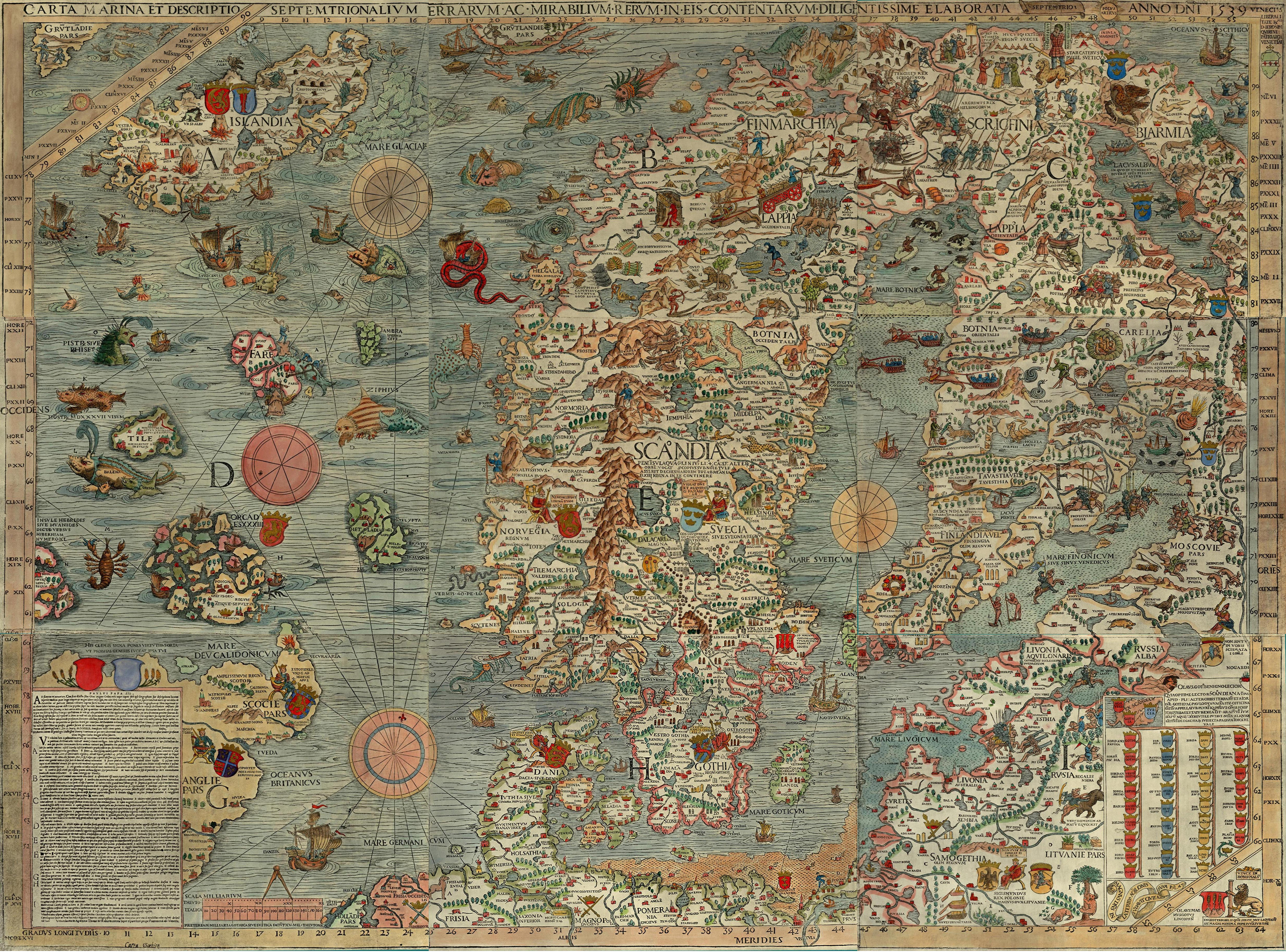
Carta marina, mapa d'Escandinàvia, fet als finals de la Unió de Kalmar i els inicis de Dinamarca-Noruega

Els tres regnes llavors s'uniren en la Unió de Kalmar el 1397-1521, després del qual la Unió es dividí en dos: 
"Dinamarca-Noruega" (incloent-hi les possessions d'ultramar a l'Atlàntic Nord, així com l'illa de Saaremaa a la moderna Estònia), i
"Suècia" (incloent-hi Finlàndia).

### Guerra Nòrdica dels Set Anys
La raó de l'inici de la Guerra del Nord dels Set Anys és principalment atribuïda a Dinamarca, que estava descontentant amb la descomposició de la Unió de Kalmar, que s'havia començat a desmantellar. Accions com per exemple, la inclusió a l'escut d'armes de Cristià III de Dinamarca de la insígnia tradicionalment sueca de les tres corones, fou interpretat pels suecs com una reclamació danesa sobre Suècia. En resposta Eric XIV de Suècia afegí la insígnia de Noruega i Dinamarca al seu propi escut d'armes.
Després que el rei suec Eric introduís obstacles, intentant dificultar el comerç rus, Lübeck i la Confederació de Polònia i Lituània formaren una aliança amb Dinamarca. Després que això passés, Dinamarca feu alguns atacs navals contra Suècia donant lloc a l'inici de la guerra. Després de set anys de guerra, el conflicte s'acabà amb un statu quo ante bellum.

### Guerra de Kalmar

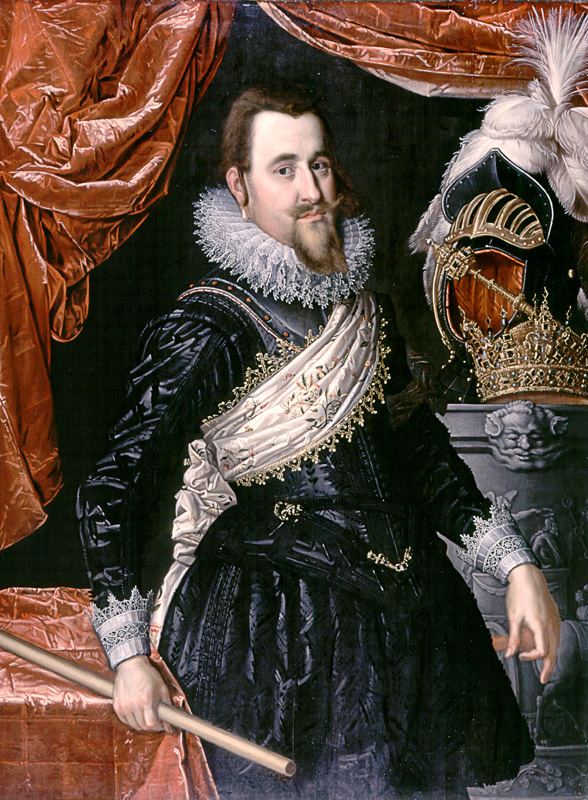
Cristià IV, rei de Dinamarca i Noruega

A causa del domini de Dinamarca-Noruega sobre la mar Bàltica i la Mar del Nord, Suècia pretenia evitar pagar el peatge del Sound a Dinamarca. La manera que plantejà el rei suec Carles IX d'acomplir això era intentar establir una ruta comercial nova a través de Lapònia i el nord de Noruega. El 1607 Carles IX es declarà "Rei del Lapps a Nordland", i començà a recaptar impostos en territori noruec.
Dinamarca protestà contra les accions sueques, en tant que no tenien intenció de tolerar una ruta comercial independent, Cristià IV també tenia intenció d'obligar a Suècia reincorporar-se a la unió amb Dinamarca. El 1611 Dinamarca finalment envaïa Suècia amb 6000 homes i ocupà la ciutat de Kalmar. Finalment el 20 de gener, de 1613, el Tractat de Knäred fou signat i s'establí que es podia restablir la ruta per terra pel nord, incorporant Lapland a Noruega, i el pagament suec d'un rescat d'1 milió de riksdaler d'argent per les dues fortaleses que Dinamarca havia pres en la guerra. Tanmateix, Suècia aconseguí l'exempció del peatge del Sound, que només Gran Bretanya i Holanda tenien abans.

#### Seqüeles del Rescat Älvsborg
El gran rescat pagat per Suècia (anomenat el Rescat Älvsborg) fou utilitzat per Cristià IV, entre moltes altres coses, per fundar les ciutats de Glückstadt, Christiania (refundada després d'un incendi), Christianshavn, Christianstad i Christianssand. També fundà la Companyia Danesa de les Índies Orientals que conduí a l'establiment de nombroses colònies daneses a l'Índia.

### La Guerra de Trenta Anys
No molt de temps després de la guerra de Kalmar, Dinamarca-Noruega estava implicada en una altra guerra més gran, en la qual lluitaren juntament amb els estats de protestant alemanys i contra els estats catòlics dirigits per la Lliga Catòlica alemanya.
Cristià IV buscà per convenir-se en el líder dels estats alemanys luterans del nord, però a la batalla de Lutter el 1626 Dinamarca patí una important derrota. Això comportà que la majoria dels estats alemanys protestants cessaren el seu suport a Cristià IV. Després d'una altra derrota a la batalla de Wolgast i del Tractat de Lübeck el 1629, Dinamarca es comprometé a no intervenir en els afers alemanys, la participació de Dinamarca en la guerra veié el seu final.

#### Guerra de Torstenson

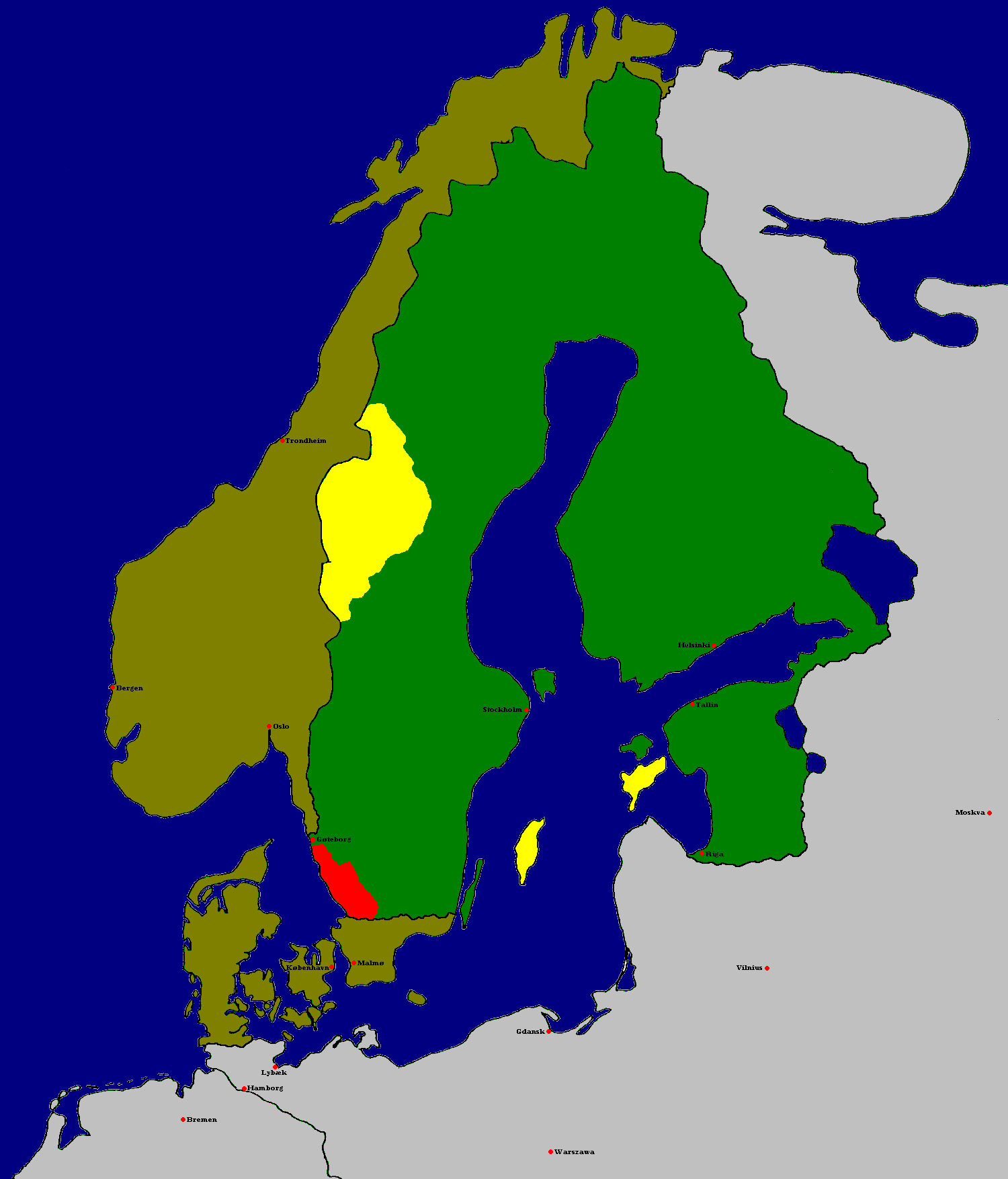
Tractat de Brömsebro (1645).
Marró: Dinamarca-Noruega; verd: Suècia; groc: les províncies de Jämtland, Härjedalen, Idre i Särna i les illes del Bàltic de Gotland i Ösel, que foren cedides a Suècia; vermell: la província de Halland, cedida per 30 anys.

Mentre Suècia tingué grans èxit durant la Guerra dels Trenta Anys, per Dinamarca fou un fracàs, Suècia veié una oportunitat d'un canvi en l'equilibri de poders a la regió. Dinamarca-Noruega tenia territoris que envoltaven Suècia i l'amenaçaven, i el Peatge del Sound era una font d'irritació pels suecs. El 1643 el Consell Privat Suec determinà els guanys territorials suecs, en cas de guerra contra Dinamarca-Noruega, en cas de donar-se una conjuntura favorable. No molt després d'això, Suècia envaïa Dinamarca-Noruega.
Dinamarca estava escassament preparada per la guerra, i Noruega era reticent d'atacar Suècia, fet que deixà els suecs en una bona posició.
La guerra acabà amb la previsible victòria sueca, i amb el Tractat de Brömsebro (1645), Dinamarca-Noruega havia de cedir alguns dels seus territoris, incloent-hi els territoris noruecs de Jämtland, Härjedalen i Idre i Särna així com les illes daneses del Mar Bàltic de Gotland i Ösel. Així, com la Guerra dels Trenta Anys fou l'inici de l'ascens de Suècia com a gran poder, marcà el començament de la decadència danesa.

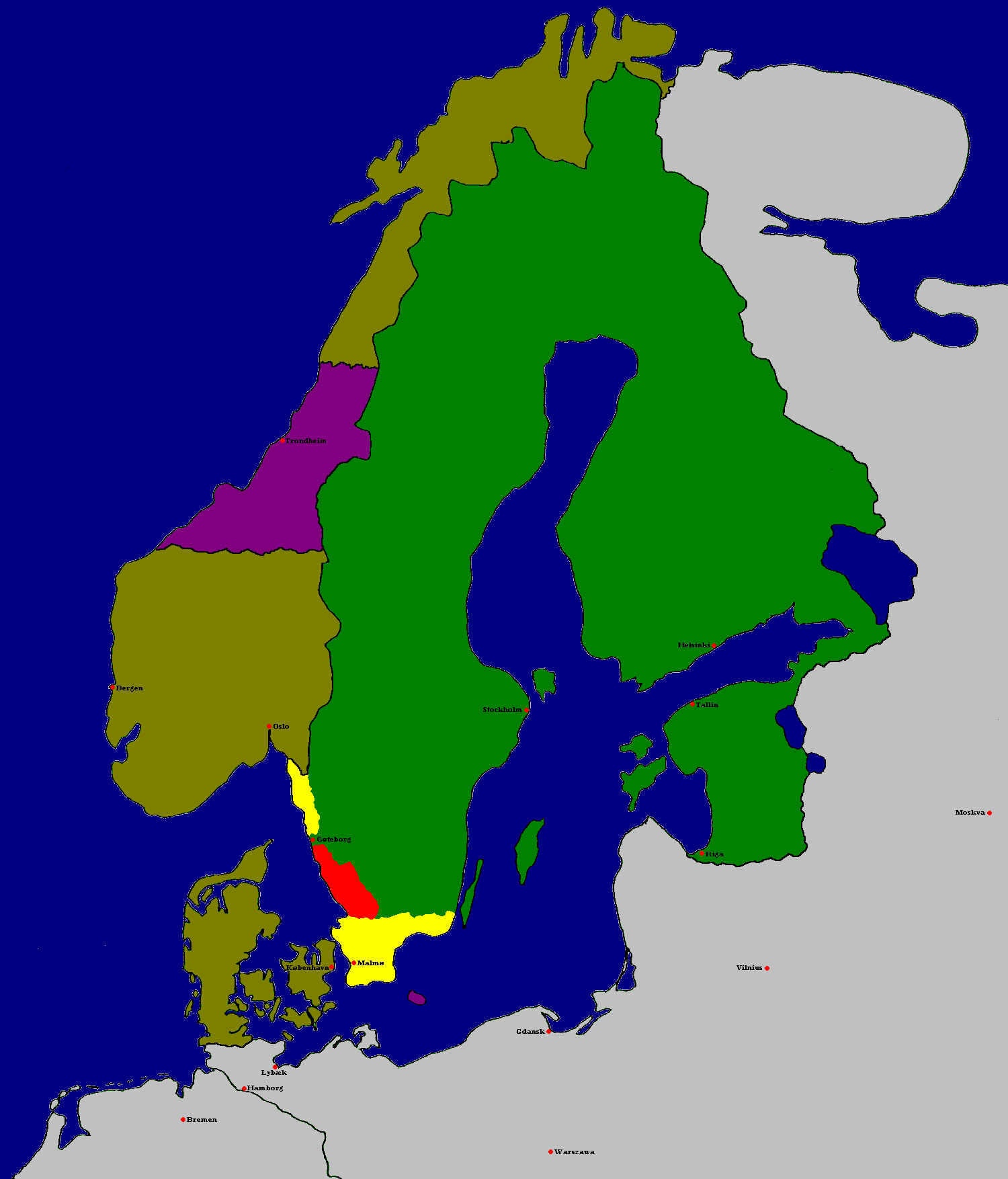
Tractat de Roskilde, 1658.
En vermell: Halland, prèviament ocupada per Suècia per 30 anys, segons els termes de la Pau de Brömsebro de 1645, fou ara cedida. En groc: les terres d'Escania i el Comtat de Bohus foren cedits. En lila: províncies de Trøndelag i Bornholm, que foren cedides el 1658, però que es rebel·laren i retornaren a l'obediència sueca el 1660.

### Segona Guerra del Nord
La Guerra daneso-sueca (1657-1658), fou una part de la Segona Guerra del Nord, fou una de les guerres més devastadores per al regne danonoruec. Després d'una pèrdua enorme en la guerra, Dinamarca-Noruega fou forçada al Tractat de Roskilde a donar a Suècia, gairebé, la meitat del seu territori. Això incloïa la província noruega de Trøndelag i Båhus, i totes les províncies daneses restants en la zona sueca, més l'illa de Bornholm.
Tanmateix, dos anys més tard el 1660, hi hagué un tractat de seguiment, el Tractat de Copenhagen (1660), que retornà Trøndelag i Bornholm a Dinamarca-Noruega.

### La monarquia absolutista
En les seqüeles de la secessió definitiva de Suècia de la Unió de Kalmar el 1521, guerra civil i Reforma Protestant seguida a Dinamarca i Noruega. Quan les coses s'enfonsaren, el Rigsraad (Alt Consell) de Dinamarca es debilità, i finalment fou abolit el 1660 quan Dinamarca-Noruega es convertí en un estat absolutista i Dinamarca una monarquia hereditària, com Noruega havia estat des de l'edat mitjana. Aquests canvis es confirmaren en la Lex Regia signada el 14 de novembre, de 1665, que estipula que tot el poder era en mans del rei, que era només responsable davant Déu. El Riksråd noruec es reuní per última vegada el 1537. Noruega es quedava els seus drets separats i algunes institucions, com un canceller reial, i l'encunyació de moneda i un exèrcit separat.

### Guerra d'Escània
Dinamarca havia perdut les seves Províncies a Escània després del Tractat de Roskilde i estava ansiosa per recuperar-los altra vegada, però com Suècia s'havia constituït en un gran poder, aquest objectiu no era una tasca fàcil. Tanmateix, Cristià V finalment veié una oportunitat quan Suècia estava implicada en la Guerra Francoholandesa, i després de dubtes inicials Dinamarca envaïa Suècia el 1675.
Encara que l'assalt danès inicialment fou un gran èxit, els suecs dirigits per Carles XI de Suècia de 19 anys aconseguien contraatacar i recuperat la terra que estava sent ocupada. Al final la guerra s'acabà amb la pau dictada per França, amb cap beneficis permanent o pèrdues per ambdós països.

### Guerra dels Set Anys
El Regne de Dinamarca i Noruega es mantingué neutral durant la Guerra dels Set Anys tot i que van estar a punt de ser arrossegada a la guerra al costat de França a causa de les accions de l'Imperi Rus quan Pere III de Rússia va voler recuperar el seu títol de ducat de Holstein-Gottorp de mans de Frederic V de Dinamarca, i estava disposat a atacar-los per fer-ho, tanmateix l'emperador rus va ser deposat per la seva dona, Caterina II de Rússia, abans que la guerra pogués esclatar.

### Guerres Napoleòniques i final de la Unió

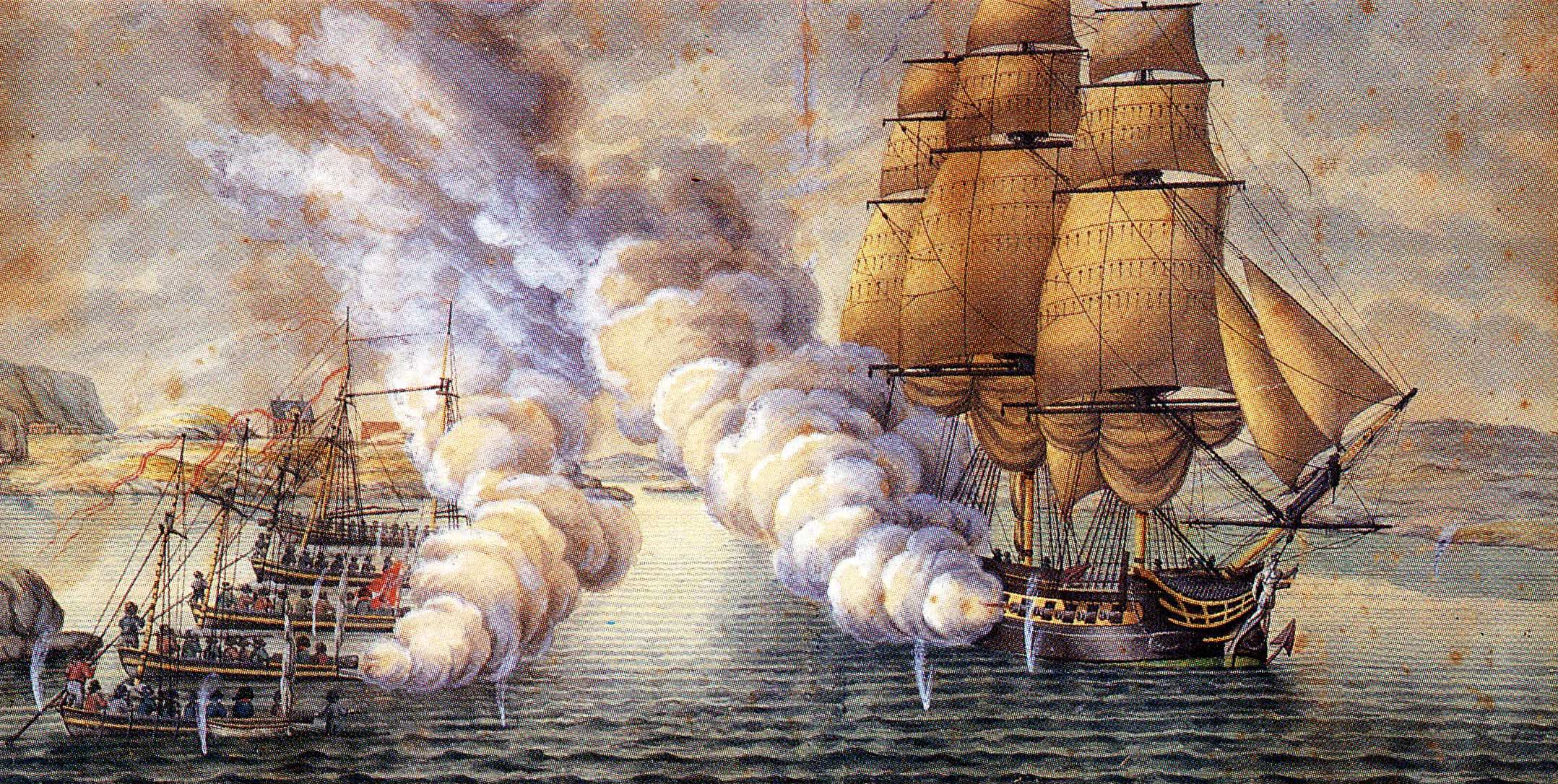
Batalla entre la fragata HMS Tartar i canoneres noruegues prop de Bergen el 1808

Durant les Guerres Napoleòniques Dinamarca, al principi, intentà mantenir-se neutral, per tal de poder continuar el seu comerç tant amb França com amb el Regne Unit, però quan ingressà a la Segona Lliga de la Neutralitat Armada, els britànics ho consideraren una acció hostil, atacant Copenhaguen el 1801 i el 1807. A causa d'aquests fets Dinamarca s'alià amb Napoleó.
Dinamarca-Noruega fou derrotada i hagué del territori de la terra ferma Noruega al Rei de Suècia al Tractat de Kiel el 1814. Les possessions d'ultramar de Noruega foren transferides a Dinamarca. Però els noruecs objectaren els termes d'aquest tractat, i una assemblea constitucional declarà la independència noruega el 17 de maig de 1814 i elegia el Príncep Hereu Cristià VIII de Dinamarca com rei de la Noruega independent. Després d'una invasió sueca, Noruega fou forçada a acceptar una unió personal, però retingué la seva constitució liberal i institucions separades, amb l'excepció de les relacions exteriors. La Unió entre Suècia i Noruega fou dissolta el 1905.

## Religió
Dinamarca-Noruega fou un dels països que seguiren Martí Luter després de la Reforma Protestant, així que com a religió oficial s'establí el protestantisme luterà.
Hi hagué tanmateix una altra "reforma" religiosa al regne durant el regnat de Cristià VI, un seguidor del Pietisme. El període des de 1735 fins a la seva mort el 1746 s'ha anomenat "l'Estat del Pietisme", en tant que els nous drets i regulacions establertes afavorien el pietisme. Encara que Pietisme mai no durà llargs períodes, en els 200 propers anys hi hagué petites resurreccions d'aquest moviment. Al final, el Pietisme mai fou fermament establert com a agrupació religiosa duradora.